# Фердинан Фуке
Фердинан Фуке (фр. Ferdinand André Fouqué; 21. јун 1828 — 7. март 1904) био је француски геолог и петролог.

## Биографија
Рођен је 21. јуна 1828. у Мортаину, департману Манш. У двадесет и једној години ушао је у Вишу нормалну школу у Паризу, а од 1853. до 1858. радио је као чувар научних колекција. Године 1877. постао је професор природне историје на катедри за геологију на француској средњој школи, у Паризу. Године 1881. Фуке је изабран за члана Француске академије наука.
Као стратиграфски геолог пружио је велику помоћ геолошком заводу Француске, али је током времена посебну пажњу посветио проучавању вулканских појава и земљотреса, минералима и стенама и први је увео модерне петрографске методе у Француску. Такође је радио на анализама вулканских гасова, користећи методе Роберта Бунзена, посебно на острву Санторини. Један од његових истакнутих ученика био је Антоан Лакроа, за којег је Фукеова ћерка била удата.
Посебну пажњу привукла су његова проучавања еруптивних стена на Корзици, Санторинију и другде, његова истраживања о вештачкој репродукцији еруптивних стена и његова расправа о оптичким карактерима фелдспата, али је можда био најпознатији по заједничком раду који је обављао са својим пријатељем Огистом Мишелом Левијем.
Његове главне публикације биле су: Santorin et ses éruptions (1879), Minéralogie micrographique : roches éruptives françaises (1879) и Synthèse des minéraux et des roches (1882), последња два дела написана у сарадњи са Огистом Мишелом Левијем. Године 1885. уредио је извештај француске комисије која је истраживала андалузијски земљотрес 25. децембра 1884. године.
Остао је запажен и по својим археолошким ископавањима на острву Санторини.

## Дела
- Recherches sur les phénomènes chimiques qui se produisent dans les volcans, 1866.
- Rapport sur les phénomeńes chimiques de l'éruption de l'Etna en 1865, (1866).
- Les anciens volcans de la Grèce, 1867.
- Santorin et ses éruptions, 1879, касније преведен на енглески језик и објављен као: Santorini and its eruptions, Балтимор: Универзитет Џонс Хопкинс, 1998.
- Minéralogie micrographique : roches éruptives françaises, 1879 (са Огистом Мишелом Левијем).[1]
- Synthèse des minéraux et des roches, 1882 (са Огистом Мишелом Левијем).
- Les tremblements de terre, 1889.
- Contribution à l'étude des feldspaths des roches volcaniques, 1894.